# テレンス・ロス
テレンス・ジェームズ・イライジャ・ロス（Terrence James Elijah Ross, 1991年2月5日 - ）は、アメリカ合衆国・オレゴン州ポートランド出身の元プロバスケットボール選手。ポジションはシューティングガードとスモールフォワードを兼ねるスウィングマン。

## 来歴

### 高校
地元のオレゴン州のジェファーソン高校で2年までプレーし、州チャンピオンとなり、オレゴン5Aプレーヤに選ばれた。その後、ケビン・デュラントやグレイビス・バスケスなどを輩出したメリーランド州のモントロス・クリスティアン高校へ転校しオール・メトロ・ファースト・チームに選ばれた。3年の半ばで、元のジェファーソン高校へ戻ったが、転校ルールでプレーは出来なかった。2010年4月30日、ワシントン大学でカレッジ・バスケットをプレーするためのNCAA趣旨書にサインした。ESPNで、2010年度のスモールフォワードとして5位、全体で30位のランキングを受け、ワシントン大学に入学した。

### 大学
2010年から2年間ワシントン大学ハスキーズでプレーし、1年次にはオールルーキーチームに選ばれ、2年次にはパシフィック12カンファレンス準決勝進出を果たしトーナメントで平均25.0得点、5.5リバウンドを記録し、カンファレンス・ファーストチームに選ばれた。
2012年4月1日に2012年のNBAドラフトにアーリーエントリーすることを表明した。

### NBA

#### トロント・ラプターズ

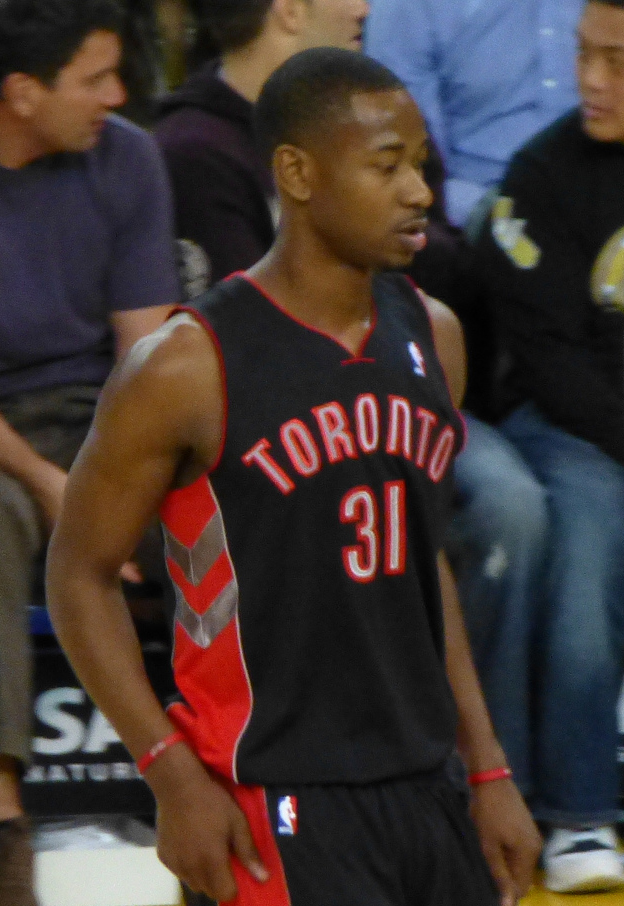
2013年のロス

6月28日に行われたNBAドラフトにて1巡目全体8位でトロント・ラプターズから指名され、7月10日にラプターズとのルーキー契約に合意した。
2012-13シーズン、2013年1月2日のポートランド・トレイルブレイザーズ戦でシーズンハイとなる6本の3ポイントシュートを含む26得点を記録し、チームは102-79で勝利した。2月16日に開催されたNBAオールスターウィークエンドのNBAスラムダンクコンテストに出場し、ジェレミー・エバンスを破り優勝した。
2013-14シーズン、2014年1月25日のロサンゼルス・クリッパーズ戦でキャリアハイとなる51得点（内3ポイントシュート10本成功もキャリアハイ）を記録したが、チームは118–126で敗れた。
2015-16シーズン、2015年11月2日にラプターズとの3年総額3,300万ドルの延長契約に合意した。12月7日のロサンゼルス・レイカーズ戦で22得点を記録し、チームは102-93で勝利した。2016年2月28日のデトロイト・ピストンズ戦でシーズンハイとなる27得点を記録したが、チームは101-114で敗れた。3月30日のアトランタ・ホークス戦で13得点を記録し、チームは105-97で勝利したことにより、フランチャイズ史上初となるシーズン50勝を達成した。4月13日のシーズン最終戦となるブルックリン・ネッツ戦で、ベンチ出場ながら自身初のダブル・ダブルとなる24得点、10リバウンドを記録し、チームは103-96で勝利した。このシーズン、チームは56勝26敗を記録し、イースタン・カンファレンス2位でプレーオフ進出となった。

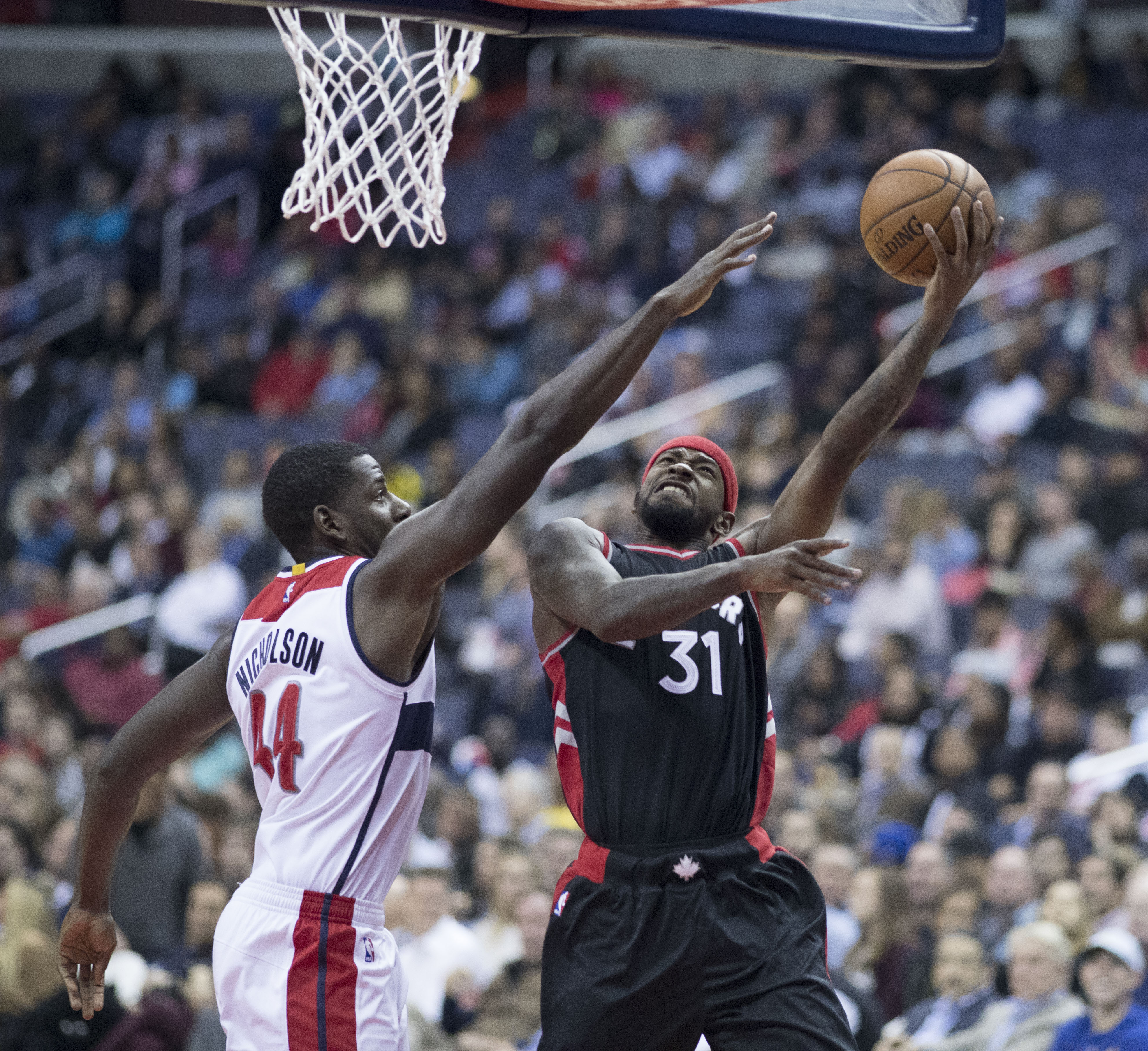
アンドリュー・ニコルソン(左)に対しレイアップを試みるロス（2016年）

プレーオフ第1回戦ではインディアナ・ペイサーズを第7戦の末に破り、2001年以来15年ぶりとなるカンファレンス準決勝進出となった。マイアミ・ヒートとの第1戦で19得点、2リバウンド、1アシスト、1スティール、1ブロックを記録したが、チームは96-102で敗れた。その後、チームはヒートを第7戦の末に破り、フランチャイズ史上初となるカンファレンス決勝進出となったが、レブロン・ジェームズ擁するクリーブランド・キャバリアーズに第6戦の末に敗れた。
2016-17シーズン、11月28日のフィラデルフィア・76ers戦で22得点を記録し、チームは122-95で勝利した。12月12日のミルウォーキー・バックス戦で25得点を記録し、チームは122-100で勝利した。

#### オーランド・マジック

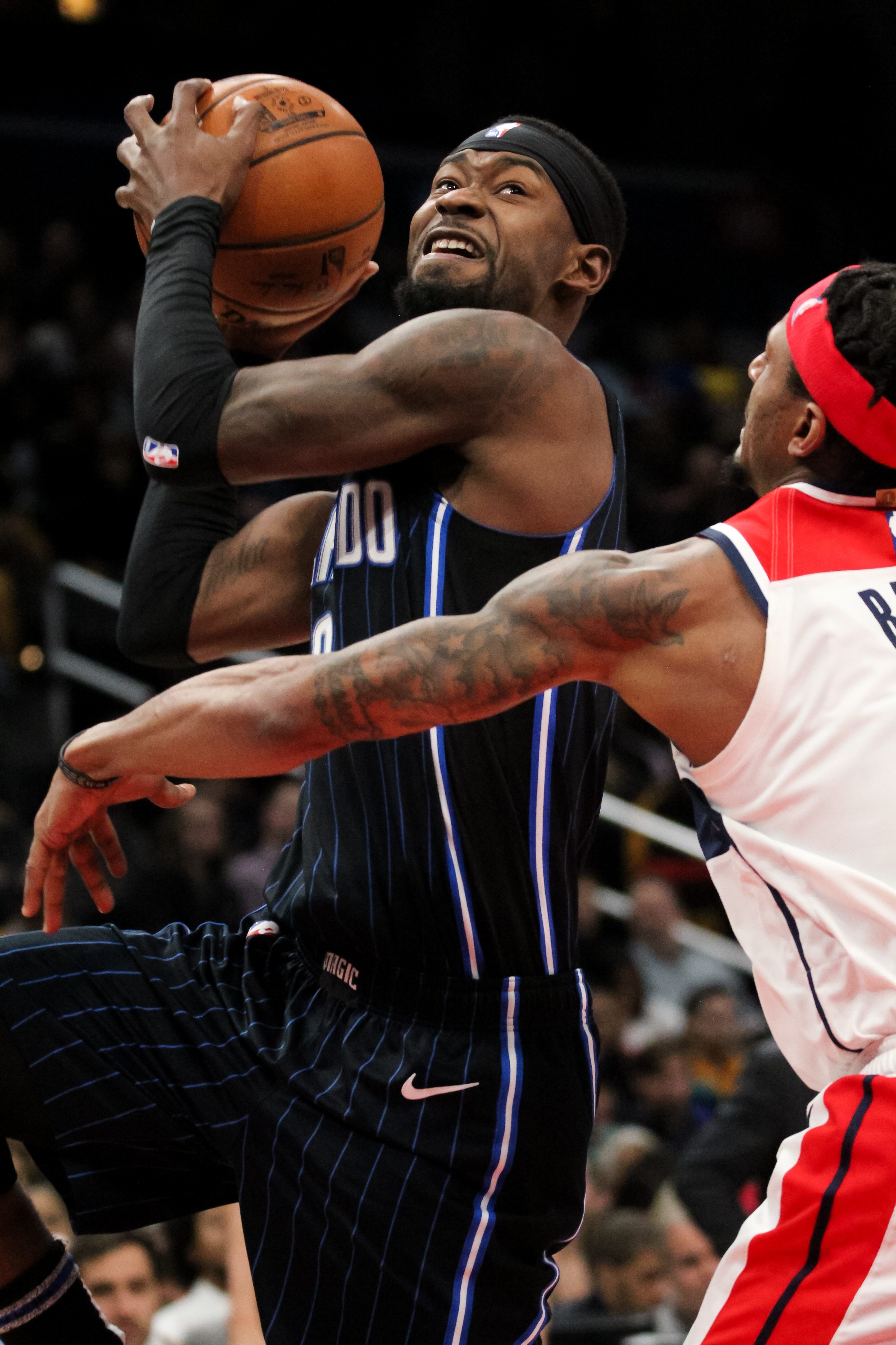
マジックでのロス
（2019年）

2017年2月14日にサージ・イバーカとのトレードで、2017年のドラフト1巡目指名権と共にオーランド・マジックへ移籍した。4月8日のインディアナ・ペイサーズ戦でシーズンハイとなる29得点を記録したが、チームは112-127で敗れた。
2017-18シーズン、11月22日のミネソタ・ティンバーウルブズ戦でシーズンハイとなる22得点を記録したが、チームは118-124で敗れた。同月29日のオクラホマシティ・サンダー戦で右内側側副靱帯を捻挫、右脛骨を高原骨折する大怪我を負い、無期限の欠場を余儀なくされた。4月8日の復帰戦となるトロント・ラプターズ戦で、10分間の出場で3得点を記録したが、チームは101-112で敗れた。
2018-19シーズン、2019年4月10日のシーズン最終戦となるシャーロット・ホーネッツ戦でシーズンハイとなる35得点を記録し、チームは122-114で勝利した。 
2019-20シーズン開幕前の6月30日にマジックとの4年総額5,400万ドルの再契約に合意した。2020年3月4日のマイアミ・ヒート戦でシーズンハイとなる8本の3ポイントシュートを含む35得点を記録したが、チームは113-116で惜敗した。
2022-23シーズン、2023年2月12日にマジックとバイアウトで合意した。

#### フェニックス・サンズ
3日後にフェニックス・サンズとの契約に合意した。
12月1日に現役引退を表明した。

## 個人成績

### NBA

#### レギュラーシーズン
| シーズン | チーム | GP  | GS  | MPG  | FG%  | 3P%  | FT%  | RPG | APG | SPG | BPG | PPG  |
| -------- | ------ | --- | --- | ---- | ---- | ---- | ---- | --- | --- | --- | --- | ---- |
| 2012–13  | TOR    | 73  | 2   | 17.0 | .407 | .332 | .714 | 2.0 | .7  | .6  | .2  | 6.4  |
| 2013–14  | TOR    | 81  | 62  | 26.7 | .423 | .395 | .837 | 3.1 | 1.0 | .8  | .3  | 10.9 |
| 2014–15  | TOR    | 82  | 61  | 25.5 | .410 | .372 | .786 | 2.8 | 1.0 | .6  | .3  | 9.8  |
| 2015–16  | TOR    | 73  | 7   | 23.9 | .431 | .386 | .790 | 2.5 | .8  | .7  | .3  | 9.9  |
| 2016–17  | TOR    | 54  | 0   | 22.4 | .441 | .375 | .820 | 2.6 | .8  | 1.0 | .4  | 10.4 |
| 2016–17  | ORL    | 24  | 24  | 31.2 | .431 | .341 | .852 | 2.8 | 1.8 | 1.4 | .5  | 12.5 |
| 2017–18  | ORL    | 24  | 20  | 25.0 | .398 | .323 | .750 | 3.0 | 1.6 | 1.1 | .5  | 8.7  |
| 2018–19  | ORL    | 81  | 0   | 26.5 | .428 | .383 | .875 | 3.5 | 1.7 | .9  | .4  | 15.1 |
| 2019–20  | ORL    | 69  | 0   | 27.4 | .403 | .351 | .853 | 3.2 | 1.2 | 1.1 | .3  | 14.7 |
| 2020–21  | ORL    | 46  | 2   | 29.3 | .412 | .337 | .870 | 3.4 | 2.3 | 1.0 | .5  | 15.6 |
| 2021–22  | ORL    | 63  | 0   | 23.0 | .397 | .292 | .862 | 2.6 | 1.8 | .4  | .2  | 10.0 |
| 2022–23  | ORL    | 42  | 9   | 22.5 | .431 | .381 | .750 | 2.0 | 1.3 | .6  | .2  | 8.0  |
| 2022–23  | PHX    | 21  | 0   | 18.4 | .428 | .347 | .857 | 3.3 | 2.0 | .5  | .1  | 9.0  |
| 通算     | 通算   | 733 | 187 | 24.5 | .418 | .362 | .837 | 2.8 | 1.3 | .8  | .3  | 11.0 |

#### プレーオフ
| シーズン | チーム | GP | GS | MPG  | FG%  | 3P%  | FT%  | RPG | APG | SPG | BPG | PPG  |
| -------- | ------ | -- | -- | ---- | ---- | ---- | ---- | --- | --- | --- | --- | ---- |
| 2014     | TOR    | 7  | 7  | 22.6 | .298 | .167 | .600 | 2.0 | .3  | .9  | .4  | 5.0  |
| 2015     | TOR    | 4  | 4  | 26.8 | .379 | .333 | .000 | 1.5 | 1.0 | .8  | 1.0 | 7.0  |
| 2016     | TOR    | 20 | 0  | 16.8 | .387 | .328 | .650 | 1.6 | .6  | .7  | .3  | 6.3  |
| 2019     | ORL    | 5  | 0  | 29.2 | .370 | .343 | .824 | 3.6 | 1.4 | 1.2 | .4  | 13.2 |
| 2020     | ORL    | 5  | 0  | 27.0 | .469 | .333 | .857 | 4.4 | 1.0 | .8  | .2  | 16.4 |
| 2023     | PHX    | 6  | 0  | 11.5 | .296 | .273 | ---  | 1.3 | .2  | .2  | .3  | 3.7  |
| 通算     | 通算   | 47 | 11 | 20.2 | .379 | .306 | .750 | 2.1 | .6  | .7  | .4  | 7.6  |

### カレッジ
| シーズン | チーム     | GP | GS | MPG  | FG%  | 3P%  | FT%  | RPG | APG | SPG | BPG | PPG  |
| -------- | ---------- | -- | -- | ---- | ---- | ---- | ---- | --- | --- | --- | --- | ---- |
| 2010–11  | ワシントン | 34 | 4  | 17.4 | .443 | .352 | .758 | 2.8 | 1.0 | .6  | .4  | 8.0  |
| 2011–12  | ワシントン | 35 | 35 | 31.1 | .457 | .371 | .766 | 6.4 | 1.4 | 1.3 | .9  | 16.4 |
| 通算     | 通算       | 69 | 39 | 24.4 | .453 | .364 | .764 | 4.7 | 1.2 | .9  | .7  | 12.3 |